# João Hermeto Coelho de Amarante
João Hermeto Coelho de Amarante (Santa Cruz da Graciosa, 28 de agosto de 1820 — no mar ao largo da Terceira, 12 de agosto de 1893), professor, jornalista e escritor que se destacou no campo da poesia.

## Biografia
Nascido na ilha Graciosa, filho de Cândido José Coelho, alferes de ordenanças e administrador do concelho de Santa Cruz, cedo emigrou para o Brasil, onde se dedicou ao comércio e onde estudou correspondência comercial e as línguas francesa e inglesa.
Regressou aos Açores, foi provido num dos ofícios de tabelião da ilha Graciosa, que apenas exerceu de fins de 1847 e setembro de 1848. Transferiu-se para Angra, onde foi nomeado recebedor da Alfândega por carta de 2 de outubro de 1850. Não se manteve nestas funções e em 1853 empregou-se como professor provisório de língua francesa no Liceu da Horta, ilha do Faial. Mais tarde transferiu-se para a ilha de São Miguel, onde a partir de 1858 também leccionou como professor provisório de francês no Liceu de Ponta Delgada.
Acabaria por se fixar em Angra do Heroísmo, onde se dedicou ao jornalismo e à escrita, numa situação de grande precaridade. Depressivo, acabou por se suicidar lançando-se ao mar numa viagem da ilha Terceira para a ilha Graciosa, quando a embarcação estava fora do Monte Brasil. O corpo foi recolhido ao Porto do Negrito, São Mateus da Calheta, a 12 de agosto de 1893.
No campo da poesia, foi poeta muito conhecido, com um estilo muito correcto, embora, para os cânones actuais, pouco inspirado. Dedicou-se muito à poesia laudatória, sendo muito procurado para a escrita de textos destinados a serem recitados em homenagens e celebrações, principal fonte de rendimentos nos últimos anos de vida. Era presença frequente em saraus, nos quais pronunciava elaborados discursos, muito apreciados pela audiência pela sua erudição.
Para além de importante colaboração dispersa pela imprensa, com destaque para poesia avulsa publicada em jornais da Horta e de Ponta Delgada, e de versos publicados em folhas volantes, deu a público em Lisboa um ensaio sobre matéria religiosa e política, intitulado Roma perante o Século XIX, que saiu sem indicação do nome de autor (Lisboa, 1865), e um volume de 450 páginas «contendo leitura variada», que intitulou simplesmente de Páginas de Prosa e Verso (Ponta Delgada, 1878).
Alguma da sua melhor poesia está dispersa nas edições de O Grémio Literário (da Horta), e do Alcyon e O Clamor Artístico (de Ponta Delgada). Algumas da prosa trata de temas da história dos Açores.
Foi sócio correspondente da Sociedade de Geografia de Lisboa e da Académie indo-chinoise de Paris.

## Escreveu e publicou
Para além de múltiplas colaborações em prosa e verso dispersas pelos jornais da época, foi autor das seguintes monografias:
- Roma perante o século XIX, Lisboa, 1865.
- Paginas de prosa e verso, dedicadas aos verdadeiros progressistas de Portugal e Brasil, Ponta Delgada, Empresa Tipográfica dos Açores, 1878.